# Claudine a Parigi
Claudine a Parigi (titolo originale Claudine à Paris), pubblicato a Parigi nel marzo del 1901, è il seguito del primo romanzo della scrittrice francese Sidonie-Gabrielle Colette, Claudine a scuola, scritto anch'esso sotto forma di diario della protagonista. Come il precedente, venne pubblicato sotto lo pseudonimo del primo marito di Colette, Henry Gauthier-Villars detto Willy, il quale collaborò attivamente alla stesura dell'opera, intervenendo con aggiunte personali.

## Trama
È il 1901, Claudine ha adesso più di 17 anni. Costretta suo malgrado a lasciare il suo paese d'infanzia, Montigny, a causa del desiderio del padre di seguire da vicino la pubblicazione del suo trattato di malacologia, la ragazza si ritrova controvoglia a Parigi, in un piccolo appartamento buio situato tra due cortili in rue Jacob sulla Rive Gauche. Per la nostalgia dei suoi amatissimi boschi e dei giorni felici trascorsi con le compagne di scuola, Claudine si ammala per quasi due mesi di febbre cerebrale “con minaccia di tifo”.
Trascorso il periodo di convalescenza, che l'ha resa pallida, smagrita, e costretta a tagliare i capelli, Claudine si annoia; suggerisce al padre Claude di recarsi in visita dalla sorella di lui, Wilhelmine
detta Cœur, che abita in avenue de Wagram. La donna è affettuosa e all'antica, e vive in un luminoso appartamento con grande profusione di energia elettrica. Qui Claudine fa conoscenza di Marcel, nipote di Mme Cœur, nato da sua figlia e da Monsieur Renaud: costui, rimasto vedovo, ha affidato il ragazzo alla nonna. Marcel, coetaneo di Claudine, è un bellissimo ragazzo dalla carnagione e dai lineamenti così delicati da sembrare una fanciulla, il suo aspetto femmineo e curato contrasta con quello di Claudine, adolescente acerba e selvaggia. Fra i due si stabilisce una singolare amicizia che alterna momenti in cui si confidano intimi e piccanti segreti ad altri in cui litigano indispettiti. Claudine non tarda molto a rendersi conto che Marcel nutre una passione particolare per Charlie Gonzales, suo ex compagno di scuola; la loro amicizia, facilmente equivocabile, era stata interrotta bruscamente dal padre di Marcel per evitare scandali. Marcel prede in giro Claudine per l'amicizia con la sua compagna di scuola Luce, che lei stessa gli ha raccontato, ma la ragazza gli spiega la differenza:
Durante un ricevimento a casa di zia Cœur, Claudine conosce Renaud, il padre di Marcel, uomo affascinante sia per l'aspetto gradevole che per il modo di dialogare brillante e spiritoso, e molto diverso dal figlio non solo fisicamente ma anche nel carattere (e infatti i due, senza farne mistero, si detestano reciprocamente). Renaud, uomo di mondo e giornalista di politica estera (scrive sulla Revue diplomatique, che Claudine considera “noiosissima”), prova un'immediata simpatia per Claudine; la invita assieme a Marcel ad un concerto e si reca a farle visita a casa, riuscendo a entrare anche nelle grazie di suo padre.
Un giorno Claudine, che ama passeggiare nel verde di Parigi, città che peraltro detesta, incontra al Parc Monceau la sua ex compagna di scuola Luce. La coetanea le mostra l'elegante appartamento nel quale ora abita, e le racconta la sua storia: dopo essere fuggita dalla scuola di Montigny a causa delle continue angherie da parte di sua sorella Aimée e della dispotica direttrice Sergent, è corsa a Parigi con la speranza di ricevere aiuto da un vecchio zio, parente di sua madre. Luce rivela poi a Claudine di essersi compromessa con quest'uomo, attempato e d'aspetto sgradevole, il quale di fronte ad una fanciulla in difficoltà non si è fatto sfuggire l'occasione di concederle la sua protezione in cambio di favori equivoci. Il racconto di Luce provoca il disgusto di Claudine per lo sporco compromesso che l'ex compagna ha accettato, al punto che quando la ragazza le getta le braccia al collo, forse nella speranza di riprendere i loro “passatempi da collegiali”, Claudine fugge via.
Claudine si sente presa dall'inquietudine, fuori dal proprio ambiente; i ricordi malinconici di Montigny che sovente le riaffiorano alla mente aumentano la sua uggia per Parigi; si dedica ad accudire la sua adorata gatta Fanchette, incinta. A movimentare le giornate giunge un'inaspettata proposta di matrimonio dal signor Maria, giovane e timidissimo segretario di suo padre; Claudine rifiuta, ma è entusiasta per ciò che le accade:
Non accetta di sposarlo “per la sola ragione valida”: perché non lo ama.
Fantasticando su questa sua possibilità di trovare marito, Claudine si ritrova a pensare sempre più di frequente a Renaud. I lunghi appuntamenti fra i due lentamente diventano incontri velati di sentimento e romanticismo. Una sera, di ritorno con lui da una serata trascorsa a teatro, approfittando dell'assenza di Marcel chiede a Renaud di bere qualcosa in una birreria. È passata mezzanotte, Renaud teme di comprometterla perché di solito lui si intrattiene con donne sposate o prostitute. Claudine si ubriaca e quando lui la riaccompagna a casa, i due si baciano.
L'indomani Marcel intuisce i sentimenti di lei per il padre e la accusa di mirare ad un matrimonio di interesse; la reazione di Claudine è repentina e violenta, lo graffia al volto e lo caccia. Temendo che anche gli altri la pensino come Marcel, malgrado lei stessa possieda una dote di 150.000 franchi lasciatale dalla madre, Claudine nottetempo matura la risoluzione di rinunciare ad essere la moglie di Renaud e di diventarne invece l'amante. Quando finalmente confida questa risoluzione a Renaud questi, stupito e ammirato dalla sua determinazione, ne chiede subito la mano al padre. Claudine acconsente con gioia a sposarlo.

## Personaggi
- Claudine, 17 anni (è nata nel 1884, come lei stessa rivela nell'incipit di Claudine a scuola;
- Claude, il padre di Claudine (nel precedente romanzo il suo nome di battesimo non era mai citato); benestante appassionato di malacologia, sovente distratto: nel finale è convinto che la figlia abbia meno di 15 anni mentre invece ne ha quasi 18;
- zia Wilhelmine, chiamata anche Cœur, è la sorella di papà Claude; vive a Parigi;
- Marcel, nipote di zia Wilhelmine: è nato dalla figlia della signora e da Monsieur Renaud, essendo figlio di una cugina prima, Claudine lo chiama per scherzo “nipote”;
- Renaud, 40 anni, padre di Marcel e genero di zia Wilhelmine; vista la differenza di età, Claudine lo chiama “zio” anche se sarebbe il vedovo di sua cugina prima;
- Monsieur Maria è il giovane e timido segretario di papà Claude che ha preso una cotta per Claudine e la chiede in sposa.

## Critica
Malgrado sfiori temi scandalosi per la morale del tempo, anche in questo secondo romanzo della fortunatissima serie Claudine riesce a sfuggire alle trappole della perversione e passa alla vita adulta con il suo status di ragazza di buona famiglia (giunge vergine al matrimonio), mantenendo però il proprio animo malizioso e inquieto. Claudine a Parigi riconferma la capacità dell'autrice di costruire personaggi stravaganti, un vero e proprio “bestiario”, che interagisce con elementi fortemente autobiografici. A un anno di distanza da Claudine a scuola, si comincia a delineare una saga che sarà tra i maggiori best seller francesi, e che ha per protagonista “la prima adolescente del secolo”: Claudine.
Anche questo secondo episodio viene pubblicato sotto il nome di Willy, mentre è assodato che la stesura è da attribuire alla sola Colette, anche se il marito suggerisce, revisiona e taglia il testo; già da tempo l'uomo pubblica a proprio nome racconti e romanzi scritti, su suo invito, da collaboratori e amici vari, secondo un “piano” portato avanti su riviste letterarie, musicali e culturali in genere. Willy approfittò dello straordinario successo della saga scritta dalla giovane moglie, ma nell'attribuirle un ruolo da sosia di Claudine, testimoniato dalle foto di propaganda che la mostrano in tenuta da studentessa osé, commise l'errore di un gioco troppo pesante per Gabrielle Colette.
Il gioco di citazioni contenuti nel romanzo, che lo ancora decisamente all'attualità dell'epoca, fa sì che risulti molto difficile incasellare quest'opera nel genere sentimentale; vi si trovano menzionate, per esempio, non solo la musica di Wagner e la geopolitica zarista in Manciuria, ma anche Walt Whitman e perfino, in un gioco quasi postmoderno di rimandi freudiani, Richard von Krafft-Ebing, studioso dei comportamenti sessuali devianti.